# Airborne Science Program
Het Airborne Science Program is een programma dat de suborbitale ruimtevluchten ondersteunt met behulp van twee ER-2 vliegtuigen en een DC-8-vlieglaboratorium. Het instituut wordt geleid door het Dryden Flight Research Center van de NASA in Edwards, Californië.
De wetenschappelijke disciplines die bij het programma zijn betrokken, zijn de astronomie, atmosferische scheikunde, klimatologie, oceanografie, archeologie, ecologie, bosbouw, aardrijkskunde, geologie, hydrologie, meteorologie, vulkanologie en biologie.
De DC-8 en ER-2 zijn ook belangrijke gereedschappen om sensoren te ontwikkelen die aan boord van toekomstige Aardeobserverende satellieten zullen vliegen en de satellietsensoren ijken die momenteel onze planeet omcirkelen.
|  |  |